# Fuchsjagd (Fesselflug)

Animation F2D Combat

Die Fuchsjagd im Fesselflug ist eine Sportart mit Fesselflugzeugen, bei der zwei Fesselflugmodelle im selben Kreis geflogen werden und die Piloten versuchen, sich gegenseitig ein Stück von einem Papierstreifen abzuschneiden. Beide Modelle ziehen einen Papierstreifen, genannt „Fuchsschwanz“ oder „Streamer“. Ziel ist, innerhalb von vier Minuten mit dem Propeller möglichst viele Stücke vom Fuchsschwanz des Gegners abzuschneiden und den Gegner durch wilden Kunstflug am Schnitt zu hindern. Dabei kommen sich die Flugzeuge sehr nahe und die Gefahr eines Zusammenstoßes und Absturzes ist hoch. Deshalb sind die Flugzeuge sehr einfach und robust gebaut.

## Modelle

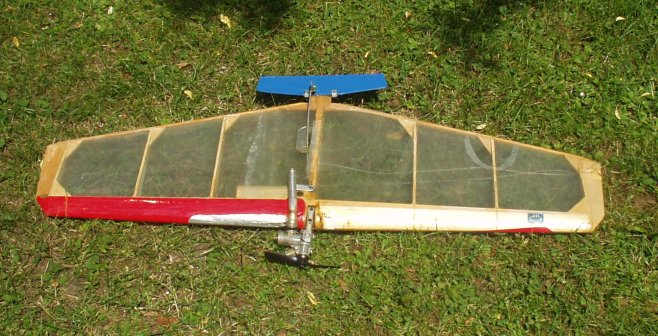
F2D-Combat-Modell

Die Modelle haben etwa einen Meter Spannweite und werden von Glühzündermotoren mit 2,5 cm³ Hubraum angetrieben.
Gesteuert werden die Modelle über zwei parallele Leinen mit 15,92 m Länge. Damit hat der Kreis einen Umfang von 100 m. Die Fluggeschwindigkeit im geraden Flug beträgt etwa 150 km/h.

## Wettbewerbe
Die Fuchsjagd im Fesselflug wird bei der FAI als Klasse „F2D Combat“ geführt. Es werden nationale und internationale Wettbewerbe veranstaltet.
Sieger ist der Pilot mit den meisten Schnitten und der kürzesten Zeit am Boden.